# Élénie de Gaimard
Myiopagis gaimardii
Espèce
Statut de conservation UICN

 LC  : Préoccupation mineure
L'Élénie de Gaimard (Myiopagis gaimardii) est une espèce de passereau de la famille des Tyrannidae,. Le nom de l'espèce rend hommage à Joseph Paul Gaimard (1793 - 1858), un médecin et naturaliste français.

## Systématique et distribution
Cet oiseau est représenté par cinq sous-espèces selon la classification de référence du Congrès ornithologique international (version 9.1, 2019) :
- Myiopagis gaimardii macilvainii (Lawrence, 1871) : régions tropicales de l'est du Panama et côte caribéenne de la Colombie ;
- Myiopagis gaimardii bogotensis (von Berlepsch, 1907) : régions tropicales du nord-est de la Colombie et du nord du Venezuela ;
- Myiopagis gaimardii trinitatis (Hartert & Goodson, 1917) : Trinidad ;
- Myiopagis gaimardii guianensis (von Berlepsch, 1907) : est de la Colombie, sud du Venezuela, Guyanes, nord de l'Amazonie brésilienne et nord-est du Pérou ;
- Myiopagis gaimardii gaimardii (d'Orbigny, 1840) : régions tropicales, du sud de l'Équateur à l'est du Pérou, au nord de la Bolivie et au sud-ouest et à l'est du Brésil[1],[2],[4].

La sous-espèce M. g. subcinerea, depuis les travaux de John W. Fitzpatrick publiés en 2004, est considérée comme identique à la sous-espèce nominale M. g. gaimardii.